# آگیوس دومتیوس
آگیوس دومتیوس
شهر آگیوس دومتیوس (به روسی: Άγιος Δομέτιος) در ناحیه نیکوزیا در کشور قبرس واقع شده‌است. جمعیت این شهر ۱۲٫۳۲۳ نفر است.